# Хованщино
Хова́нщино — село Волынщинского сельсовета Бековского района Пензенской области.

## География
Село Хованщино располагается в центре Бековского района, на правом берегу речки Берёзовка — притока Хопра, в 3 км от административного центра — села Волынщино. Расстояние до районного центра пгт Беково — 12 км, до областного города Пенза — 148 км.

## История
По исследованиям историка-краеведа Полубоярова М. С., село основано в 1703 году служилыми людьми, в 1723 году на купленной земле построил помещичий двор князь Иван Иванович Хованский. До отмены крепостного права селом владели несколько помещиков: П. П. Жуков, В. Д. Жуков, Е. Ф. Затолокин, Анд. и Ал. Ладыженские. В 1818 году дворянином Петром Илларионовичем Жуковым построена трёхпрестольная церковь: главный престол — в честь Введения во храм Пресвятой Богородицы, приделы — во имя святителя и чудотворца Николая и во имя священномученика Антипа. В начале XX века в селе имелись церковь, церковно-приходская школа, земское двухклассное училище. Между 1911 и 1939 годами от села Хованщино отделилась деревня Жуково. До 1923 года — центр Хованской волости Сердобского уезда Саратовской губернии, затем — в Бековской волости Сердобского уезда. На 1928 год — центр Хованского сельсовета Бековского района Нижне-Волжского края. С 1939 года село вошло во вновь образованную Пензенскую область. В 1955 году в селе Хованщино располагался колхоз «Заря коммунизма». С 1968 года село — в составе Волынщинского сельсовета Бековского района, в 1970—1990 годах — отделение совхоза «Ново-Бековский». Родина поэта Ивана Глотова (наст. фамилия Гололобов) (1900—1920)

## Население
| Численность населения, чел. | Численность населения, чел. | Численность населения, чел. | Численность населения, чел. | Численность населения, чел. | Численность населения, чел. | Численность населения, чел. |
| 1811                        | 1859                        | 1877                        | 1897                        | 1911                        | 1926                        | 1939                        |
| --------------------------- | --------------------------- | --------------------------- | --------------------------- | --------------------------- | --------------------------- | --------------------------- |
| 600                         | ↗904                        | ↗1952                       | ↗2674                       | ↗3588                       | ↗3788                       | ↘1587                       |
| 1959                        | 1979                        | 1989                        | 1996                        | 2004                        | 2007                        | 2010                        |
| ↘1362                       | ↘855                        | ↘641                        | ↘607                        | ↘517                        | ↘449                        | ↘415                        |
| 2011                        |                             |                             |                             |                             |                             |                             |
| →415                        |                             |                             |                             |                             |                             |                             |

В 2004 году — 280 хозяйств, 517 жителей; в 2007 году — 449 жителей. На 1 января 2011 года население села составило 415 человек.

## Инфраструктура
В селе имеются: здание бывшего дома культуры, фельдшерско-акушерский пункт, магазин, почтовое отделение, отделение Сбербанка России, церковь.
В Хованщино есть централизованное водоснабжение, проведён сетевой газ. Село связано асфальтированной дорогой с трассой регионального значения «Тамбов — Пенза» — Беково.
До 2012 года в селе работала основная общеобразовательная школа.

## Достопримечательности
- Церковь Введения во храм Пресвятой Богородицы (1818, 1895 годы) — памятник архитектуры эпохи классицизма, действующая.
- Курган, расположенный в 8 км к северо-западу от села.

## Улицы
- Большая;
- Гриняевка;
- Клещёвка;
- Комсомольская;
- Мичуринская;
- Набережная;
- Пензенская;
- Садовая;
- Советская;
- Шапово.

## Фотографии села и его окрестностей

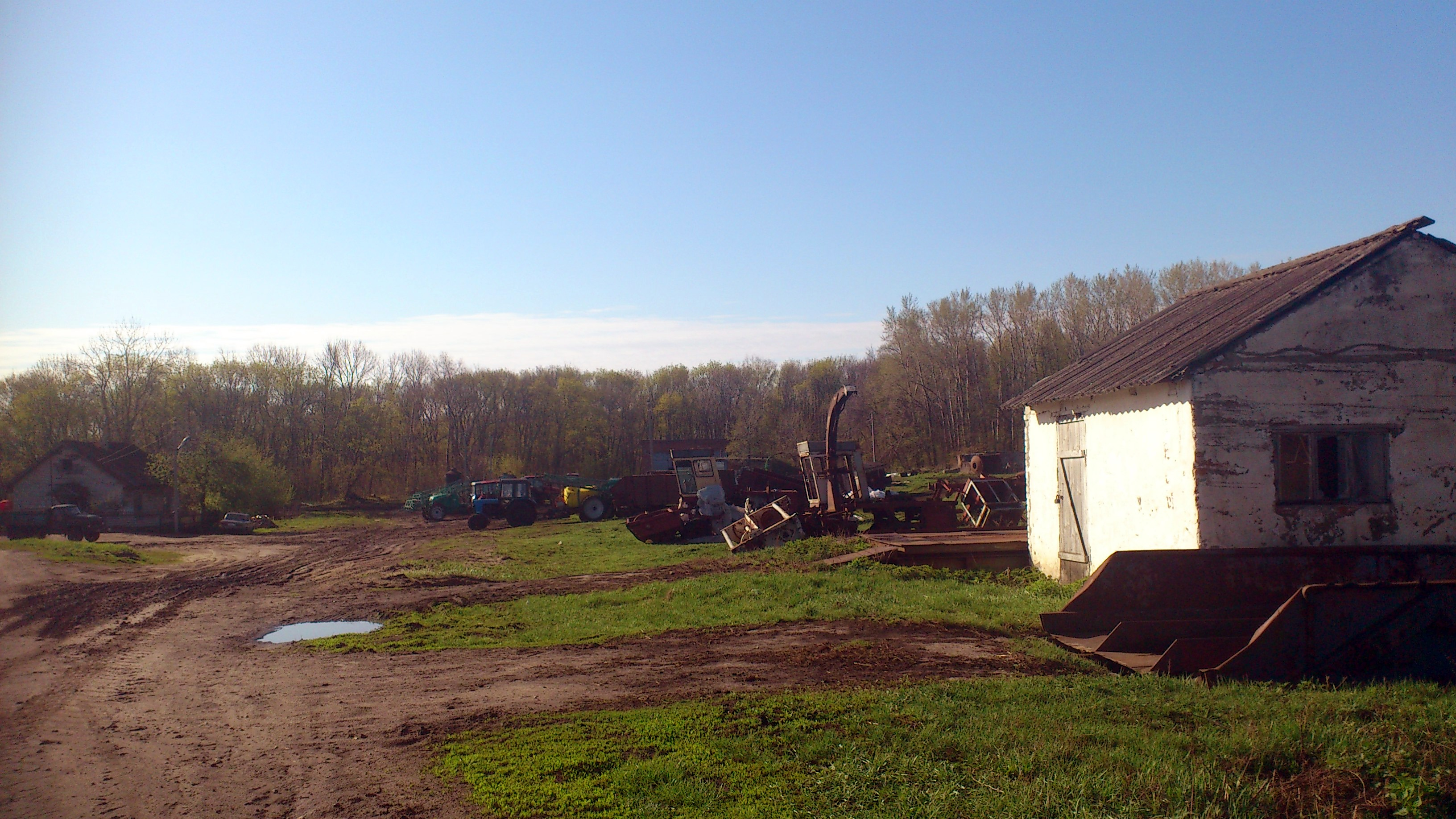
Стоянка сельскохозяйственной техники.
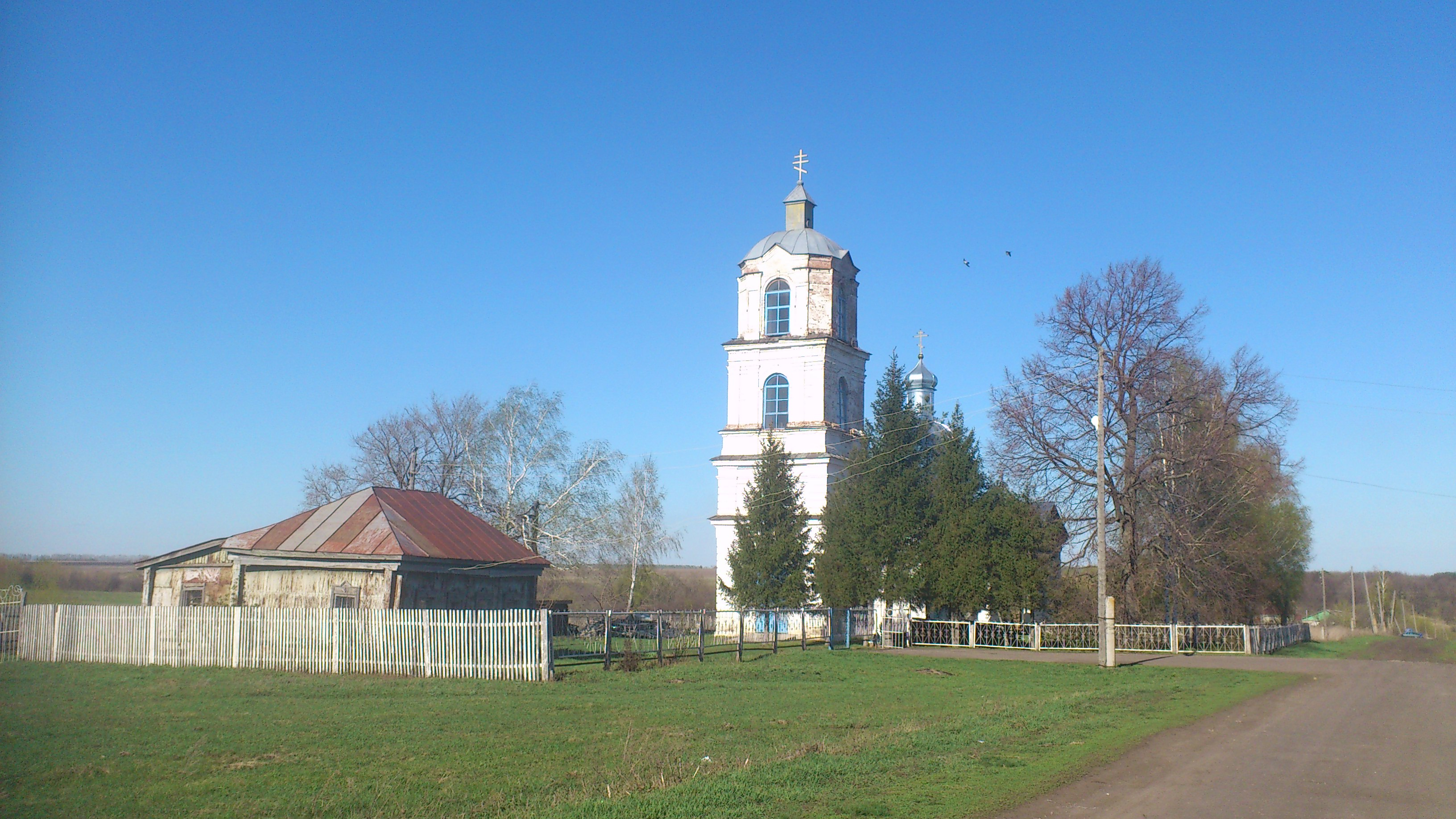
Введенская церковь.
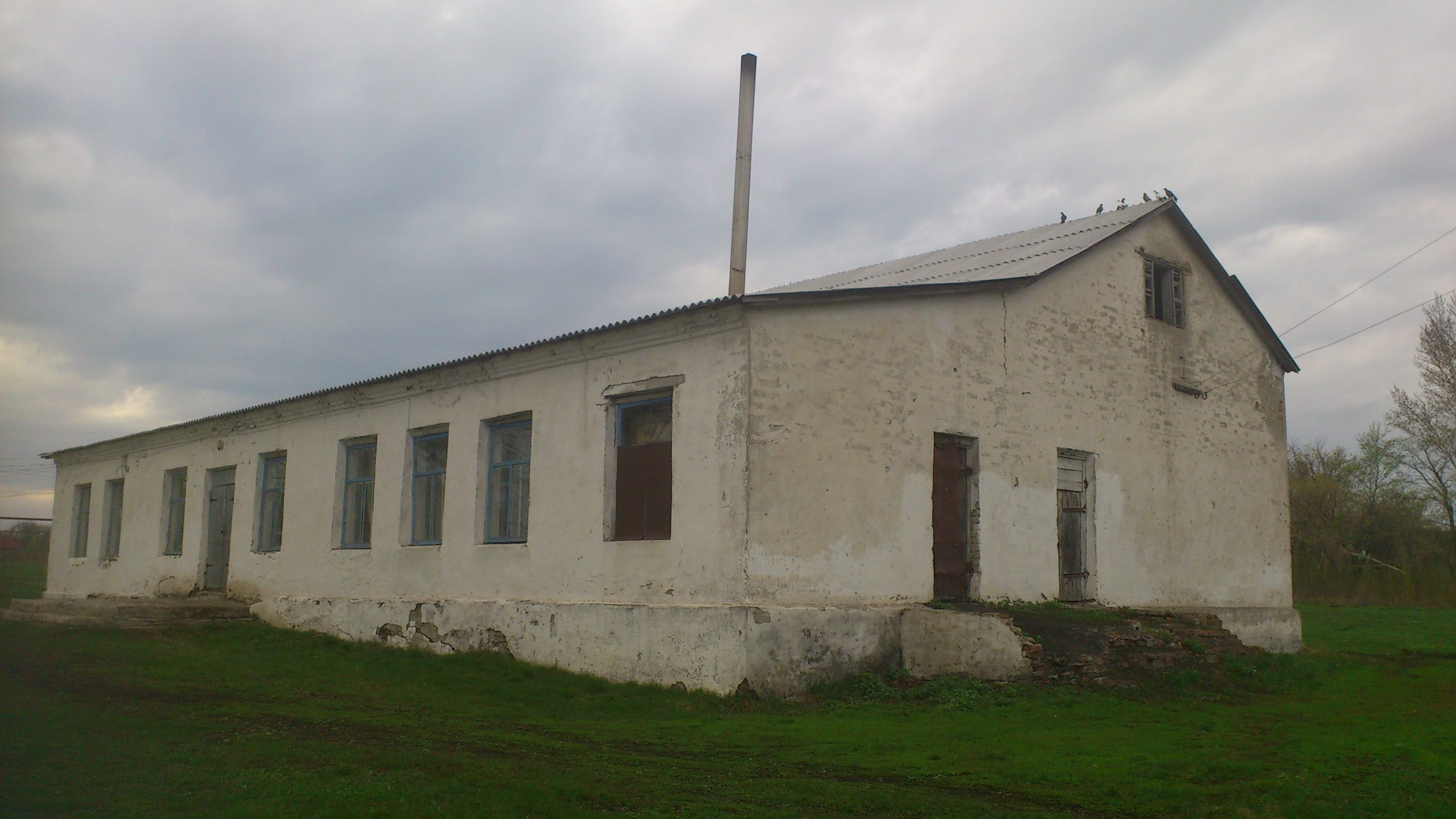
Клуб в селе Хованщино.